# Amphiura abernethyi
Amphiura abernethyi är en ormstjärneart som beskrevs av Fell 1951. Amphiura abernethyi ingår i släktet Amphiura och familjen trådormstjärnor. Inga underarter finns listade i Catalogue of Life.